# Bela Stena (Pančevo)
 (septembre 2013).
Pour les articles homonymes, voir Bela Stena.

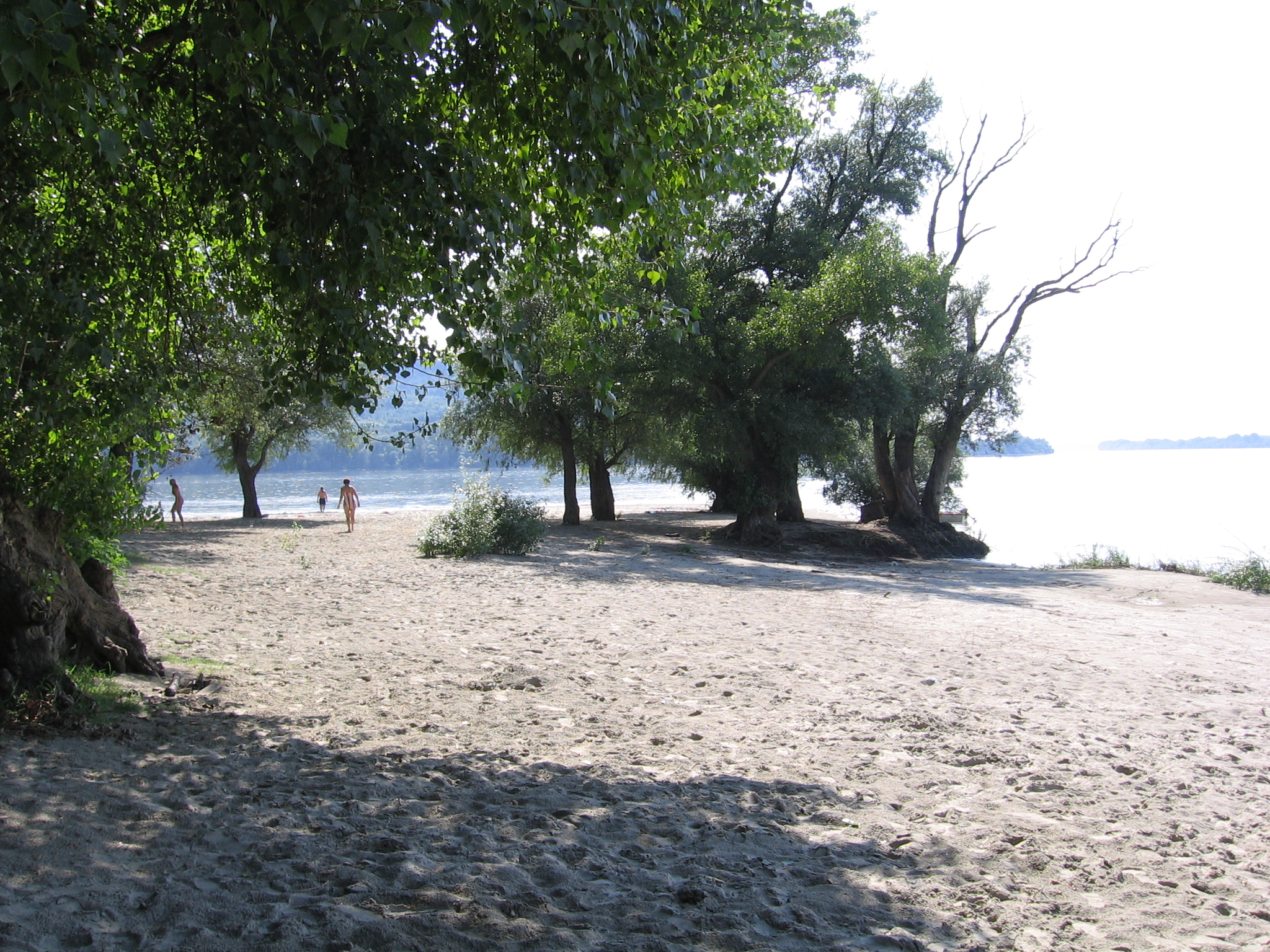
La plage de Bela Stena

Bela Stena (en serbe cyrillique Бела Стена) est une île fluviale située sur le territoire de la Ville de Pančevo.
En serbe, le nom de Bela stena signifie « la pierre blanche ».

## Localisation
Le quartier de Bela Stena constitue une extension orientale du quartier de Višnjica. Il se trouve à 12 km du centre ville, sur la rive droite du Danube, au-delà de la pointe occidentale de l'île fluviale de Forkontumac.

## Caractéristiques
Bela Stena, qui ne possède pas d'habitants à proprement parler, sert surtout de lieu de villégiature pour les Belgradois. Il abrite environ 280 résidences secondaires, ainsi que plusieurs restaurant de poissons.
Sa petite plage en a fait un lieu populaire dans les années 1970 et 1980, à une époque où Bela Stena voyait sa population atteindre le chiffre de 20 000 personnes chaque weekend, fréquenté particulièrement par les enfants. En revanche, l'expansion et la modernisation de Ada Ciganlija, plus proche du centre ville, ainsi que le succès croissant de la plage du Lido, près de Zemun, lui a fait perdre en popularité. Quelque 7 000 visiteurs viennent encore fréquenter les lieux, en fin de semaine, pendant la saison d'été[réf. nécessaire].